# Фошке (струмок)
Фошке — струмок в Україні, у Путильському районі Чернівецької області, правий доплив Путилки (басейн Дунаю).

## Опис
Довжина струмка приблизно 8 км. Формується з багатьох безіменних струмків.

## Розташування
Бере початок на південно-східній околиці села Фошки. Тече переважно на північний захід і між населеними пунктами Путила та Плоска впадає у річку Путилку, праву притоку Черемошу.